# 斯準
もしかして
- 靳準

ではありませんか？